# Fallet George Floyd

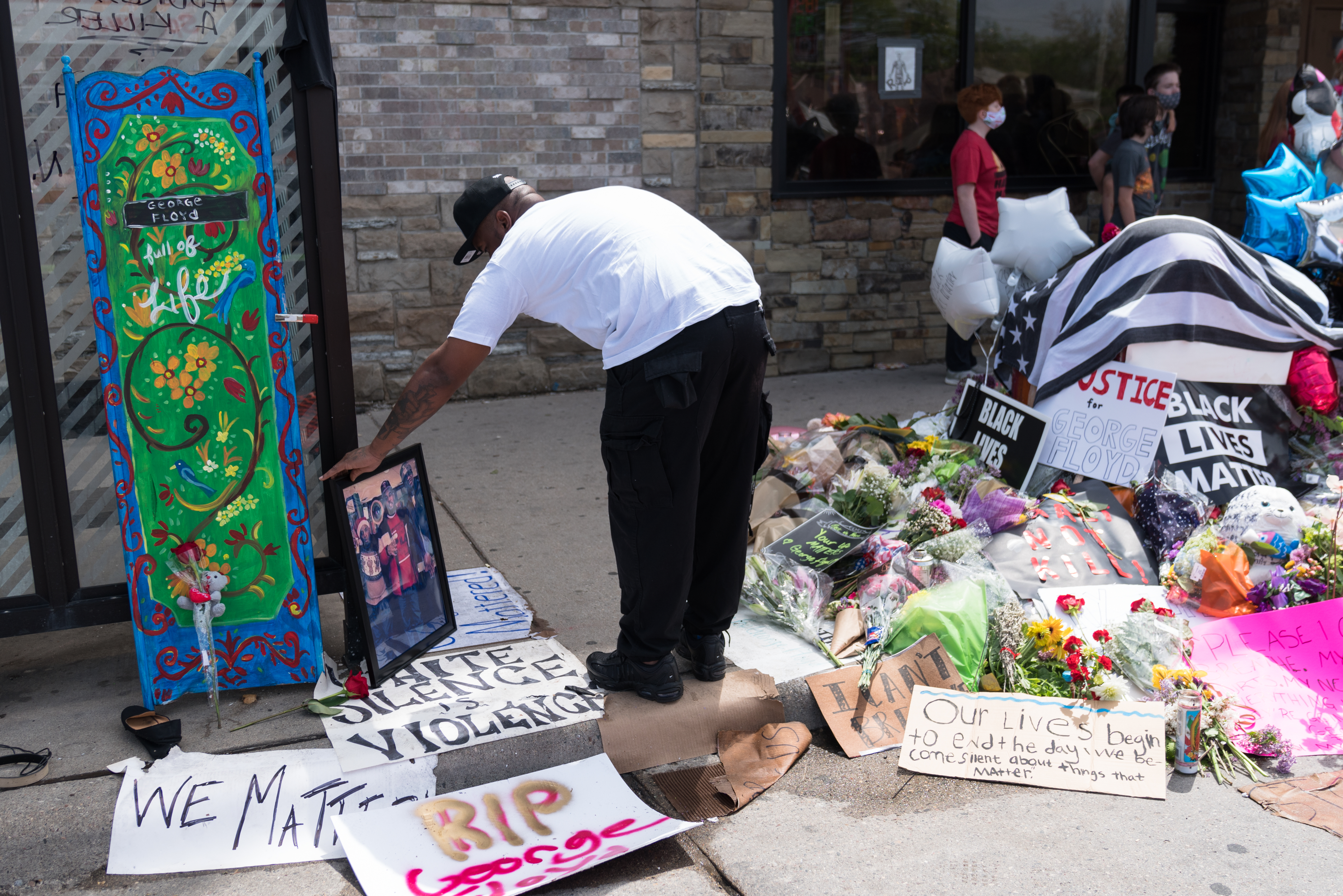
Minnesplatsen för George Floyd i Minneapolis.

Fallet George Floyd är ett uppmärksammat dödsfall som inträffade i Minneapolis i USA den 25 maj 2020. Den 46-årige afroamerikanske mannen George Floyd (född 14 oktober 1973 i Fayetteville, North Carolina och uppväxt i Houston, Texas) avled i samband med ett polisingripande. Händelserna filmades av en förbipasserande och videon som spreds på sociala medier visade hur Floyd låg på magen på marken intill en polisbil, medan polismannen Derek Chauvin tryckte sitt knä mot högra sidan av Floyds hals. George Floyd uttryckte flera gånger att han inte kunde andas innan han dog; Floyd var fasthållen i 8 minuter och 46 sekunder innan han kvävdes till döds. Händelsen ledde till att omfattande protester mot att svarta utsätts för övervåld och polisbrutalitet bröt ut följande dag i Minneapolis (den 26 maj), protester som snart spred sig till ett stort antal andra städer i USA.
Derek Chauvins rättegång inleddes den 8 mars 2021 och avslutades den 20 april 2021. Den 25 juni 2021 dömdes Chauvin till 22 år och sex månaders fängelse. Thomas Lane erkände sig i maj 2022 skyldig på åtalet för medhjälp till dråp relaterat till mordet på George Floyd.

## Händelseförlopp
Måndagen den 25 maj 2020 larmades polisen om att en man försökt betala med falska sedlar i en butik. Fyra poliser ryckte ut och grep George Floyd som satt i sin bil utanför butiken. Floyd sattes i handbojor och fördes efter detta till en polisbil. Efter att Floyd med hänvisning till sin klaustrofobi uttryckt oro för att hamna i polisbilen lyckades poliserna sätta honom i den. Redan i polisbilen sa Floyd att han inte kunde andas. Senare bars han ut ur polisbilen där han tvingades ner mot marken med tre polismän som tryckte ned hans kropp. En förbipasserande 17-åring lade senare upp en videon på Facebook som visade hur Floyd nere på marken ropade minst 16 gånger att han inte kunde andas. Den mest uppmärksammade polisen, Derek Chauvin (född 1976), sågs trycka sitt knä mot hans hals. Efter flera minuter sågs Floyd svimma vilket fick förbipasserande att börja be polisen släppa knät från hans hals, vilket han inte gjorde förrän ambulanspersonal anlände till platsen. Runt klockan 21.25 (lokal tid) förklarades Floyd död på sjukhuset till följd av sina skador från trycket på halsen.
Polisen uppgav inledningsvis att Floyd gjorde motstånd och avled av medicinska orsaker. Minneapolis borgmästare Jacob Frey höll sedan presskonferens och meddelade att de fyra poliserna avskedats.

### Utredning
Den 29 maj 2020 meddelades det att Derek Chauvin åtalas för dråp och vållande till annans död. De övriga tre poliserna utreds för brott i samband med händelsen.
Två obduktioner av kroppen har gjorts. Den första visade att polisernas våld i kombination med Floyds underliggande hälsotillstånd (covidsjuk samt hjärtfel) och en överdos av fentanyl samt metamfetamin orsakat hans död. På uppdrag av George Floyds familj gjordes sedan en andra obduktion som visade att han avled av kvävning orsakad av tryck mot nacke och rygg.

## Efterspel
Händelsen plockades upp på sociala medier och av organisationen Black Lives Matter. Den ledde till att tusentals människor samlades den 26 maj 2020 i Minneapolis och protesterade mot att svarta personer utsätts för övervåld och polisbrutalitet i USA. Via kampanjer på sociala medier spreds protesterna internationellt med hashtaggen #ICantBreathe, "jag kan inte andas", vilket George Floyd hördes säga på filmen. Det var en hashtag som använts sex år tidigare när en annan afroamerikansk man, Eric Garner, avled i ett polisingripande i New York City efter att ha sålt cigaretter olovligen. Den 27 maj började protesterna urarta till upplopp och spreds sedan till flera amerikanska städer där demonstranter och kravallpolis drabbade samman våldsamt, och affärer utsattes för plundringar. I Minneapolis brann bland annat ett polishus ner.
Efter en vecka hade protesterna spridit sig över hela världen. Demonstrationerna sammanföll med coronaviruspandemin 2019–2021 och de flesta länder hade restriktioner mot folksamlingar, ändå har tusentals personer deltagit i demonstrationer i de större städerna. I till exempel Paris hölls demonstrationer helt utan tillstånd vid USA:s ambassad och vid Eiffeltornet, trots totalt förbud för sammankomster. I London fick inte större sällskap än sex personer träffas, men tusentals slöt upp och i Australien förbjöd regeringen först demonstrationer av hälsoskäl, men gav tillstånd precis före den utsatta tiden. I Sverige fick inte större grupper än 50 personer samlas, och polisen avbröt demonstrationerna när tusentals dök upp. I flera demonstrationer förekom det kraftiga sammandrabbningar mellan polis och demonstranter, men det har också förekommit stillsamma protester.
George Floyd protesterna i USA har hittills kostat minst 19 människoliv och flera miljarder dollar i skador.

### Rättegång mot Chauvin
Chauvins rättegång inleddes den 8 mars 2021 i Hennepin County. Urval av juryn började 9 mars. Öppningsanföranden från åklagare och försvarare inträffade den 29 mars 2021 och slutpläderingen inträffade den 19 april 2021.
Den 20 april 2021 fann juryn Chauvin skyldig till alla åtalspunkter. Chauvin dömdes till 22,5 års fängelse.

### Rättegång mot Lane
Den 18 maj 2022 erkände Lane sig skyldig i Hennepin County domstol på åtalet för medhjälp till dråp relaterat till mordet på George Floyd. Lane gick med på ett treårigt straff, med två års fängelse.

### Rättegång mot Kueng och Thao
Rättegången är planerad att inledas den 13 juni 2022.